# ۱۸۸۰

## رویدادها
- پدید آمدن زبان ساختگی ولاپوک از سوی یوهان مارتین اشلیر.
- حدود ۱۸۸۰ قبیله مامش و منگور با همکاری ایل هرکی به یاری شیخ عبیدالله نهری به قیام شیخ عبیدالله دست زدند.

تأسیس تیم منچسترسیتی

## زادروزها
- ۱ ژانویه - مصطفی صادق رافعی، نویسنده و شاعر مصری
- ۶ ژانویه – تام میکس، بازیگر آمریکایی (د. ۱۹۴۰)
- ۸ فوریه – فرانتس مارک، نقاش آلمانی (د. ۱۹۱۶)
- ۲۹ مه – اسوالد اشپنگلر، فیلسوف، نویسنده، و تاریخ‌نگار آلمانی (د. ۱۹۳۶)
- ۱۷ ژوئن – کارل وان وکتن، نویسنده و عکاس آمریکایی (د. ۱۹۶۴)
- ۲۷ ژوئن – هلن کلر، نویسنده آمریکایی (د. ۱۹۶۸)
- ۲۹ ژوئن – لودویگ بک، سرباز و نویسنده آلمانی (د. ۱۹۴۴)
- ۴ اوت – ورنر فون فریچ، سرباز آلمانی (د. ۱۹۳۹)
- ۶ اوت – هانس موزر (هنرپیشه)، بازیگر اتریشی (د. ۱۹۶۴)
- ۲۶ اوت – گیوم آپولینر، شاعر فرانسوی (د. ۱۹۱۸)
- ۲۳ اکتبر – اونا اوکانر (بازیگر)، بازیگر ایرلندی (د. ۱۹۵۹)
- ۶ نوامبر – روبرت موزیل، نویسنده و کتابدار اتریشی (د. ۱۹۴۲)
- ۱۰ نوامبر – جیکوب اپستین، مجسمه‌ساز آمریکایی (د. ۱۹۵۹)

## مرگ‌ها
- ۳۱ مارس – هنریک وینیاوسکی، آهنگساز لهستانی (ز. ۱۸۳۵)
- ۸ مه – گوستاو فلوبر، نویسنده فرانسوی (ز. ۱۸۲۱)
- ۱۷ اوت – اله بول، آهنگساز نروژی (ز. ۱۸۱۰)
- ۲۲ دسامبر – جرج الیوت (نویسنده)، مترجم، نویسنده، و فیلسوف بریتانیایی (ز. ۱۸۱۹)

## متفرقه
جمعیت فرانسه در این سال حدود ۳۹ میلیون نفر بود.